# Casquet polar àrtic
El casquet polar àrtic és la capa de gel marí de l'oceà Àrtic i els seus voltants. La capa de gel de l'Àrtic experimenta un cicle estacional regular en el qual el gel es fon a la primavera i estiu, aconsegueix un mínim a mitjan setembre i després augmenta durant la tardor i l'hivern. La capa de gel d'estiu a l'Àrtida és aproximadament el 50% de la capa d'hivern. Part del gel sobreviu d'un any a un altre. Actualment, el 28% del gel marí de la conca de l'Àrtic és gel de diversos anys, més gruixut que el gel estacional: fins a 3 a 4 metres d'espessor en grans àrees, amb crestes de fins a 20 m d'espessor. A més del cicle estacional regular, hi ha hagut una tendència subjacent a la disminució del gel marí Àrtic en les últimes dècades.

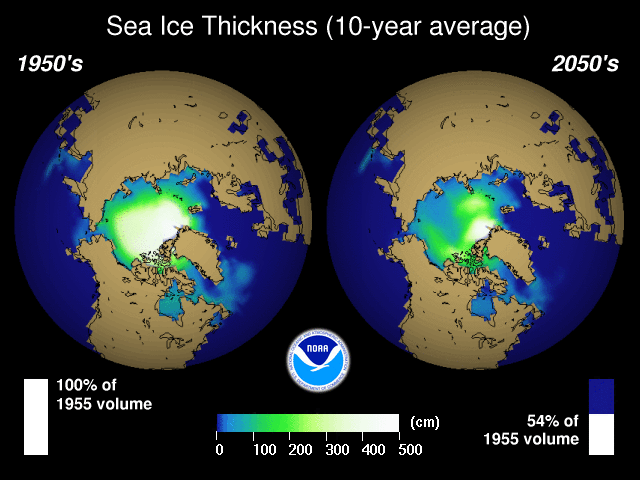
NOAA va projectar canvis en l'Àrtic.

## Importància climàtica

### Efectes del balanç energètic
El gel marí té un efecte important en el balanç de calor dels oceans polars, ja que aïlla l'oceà (relativament) càlid de l'aire molt més fred d'a dalt, reduint així la pèrdua de calor dels oceans. El gel marí és molt reflector de la radiació solar, reflectint aproximadament el 60% de la radiació solar entrant quan està nu i aproximadament el 80% quan està cobert de neu. Això es deu a una retroalimentació coneguda com a efecte albedo. Això és molt major que la reflectividad del mar (al voltant del 10%) i, per tant, el gel també afecta l'absorció de la llum solar en la superfície.

### Efectes hidrològics
El cicle del gel marí també és una font important de "aigua de fons" densa (salina). Quan l'aigua de mar es congela, deixa enrere la major part del seu contingut de sal. L'aigua superficial restant, densificada per la salinitat addicional, s'enfonsa i produeix masses d'aigua denses com les Aigües Profundes de l'Atlàntic Nord. Aquesta producció d'aigua densa és essencial per mantenir la circulació termohalina, i la representació precisa d'aquests processos és important en la modelització del clima.

### Odden
En l'Àrtic, una àrea clau on el gel en forma de tortes forma el tipus de gel dominant en tota una regió és la denominada llengua de gel Odden en el mar de Groenlàndia. L'Odden (la paraula en noruec significa el promontori) creix cap a l'est des de la vora de gel principal de l'est de Groenlàndia en les rodalies de 72-74°N durant l'hivern a causa de la presència d'aigua superficial polar molt freda en el corrent de Jan Mayen, que es desvia una mica d'aigua cap a l'est des de la Corrent de Groenlàndia Oriental en aquesta latitud. La major part del gel vell continua cap al sud, impulsat pel vent, per la qual cosa s'exposa una superfície freda d'aigua oberta en la qual es forma gel nou com Brasil i paniqueres en els mars agitats.

## Extensió i volum del gel marí i les seves tendències

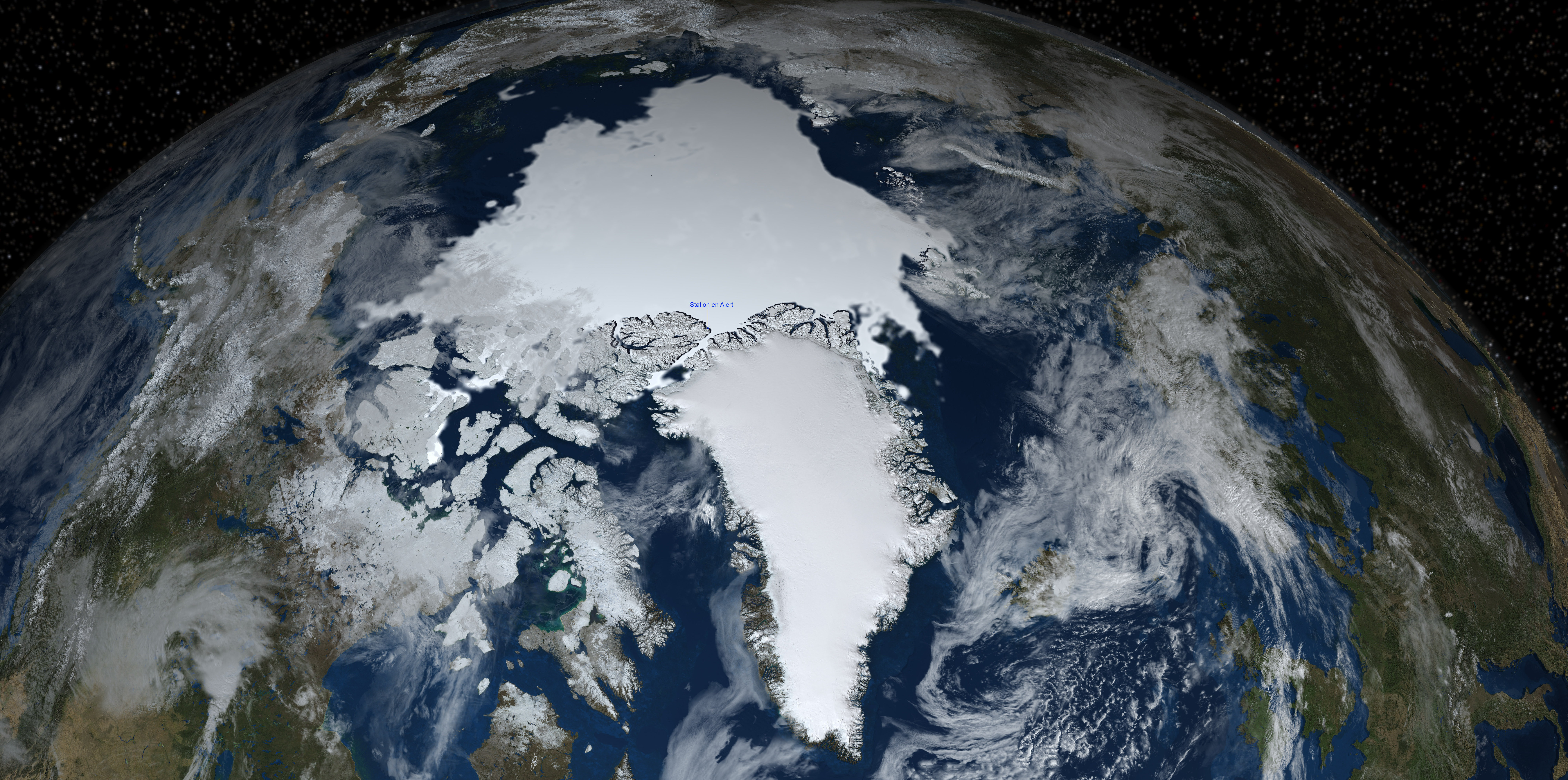
Ubicació de l'estació meteorològica Alerta. Ampliació del gel a 15 de setembre de 2008 (36 Mpx).

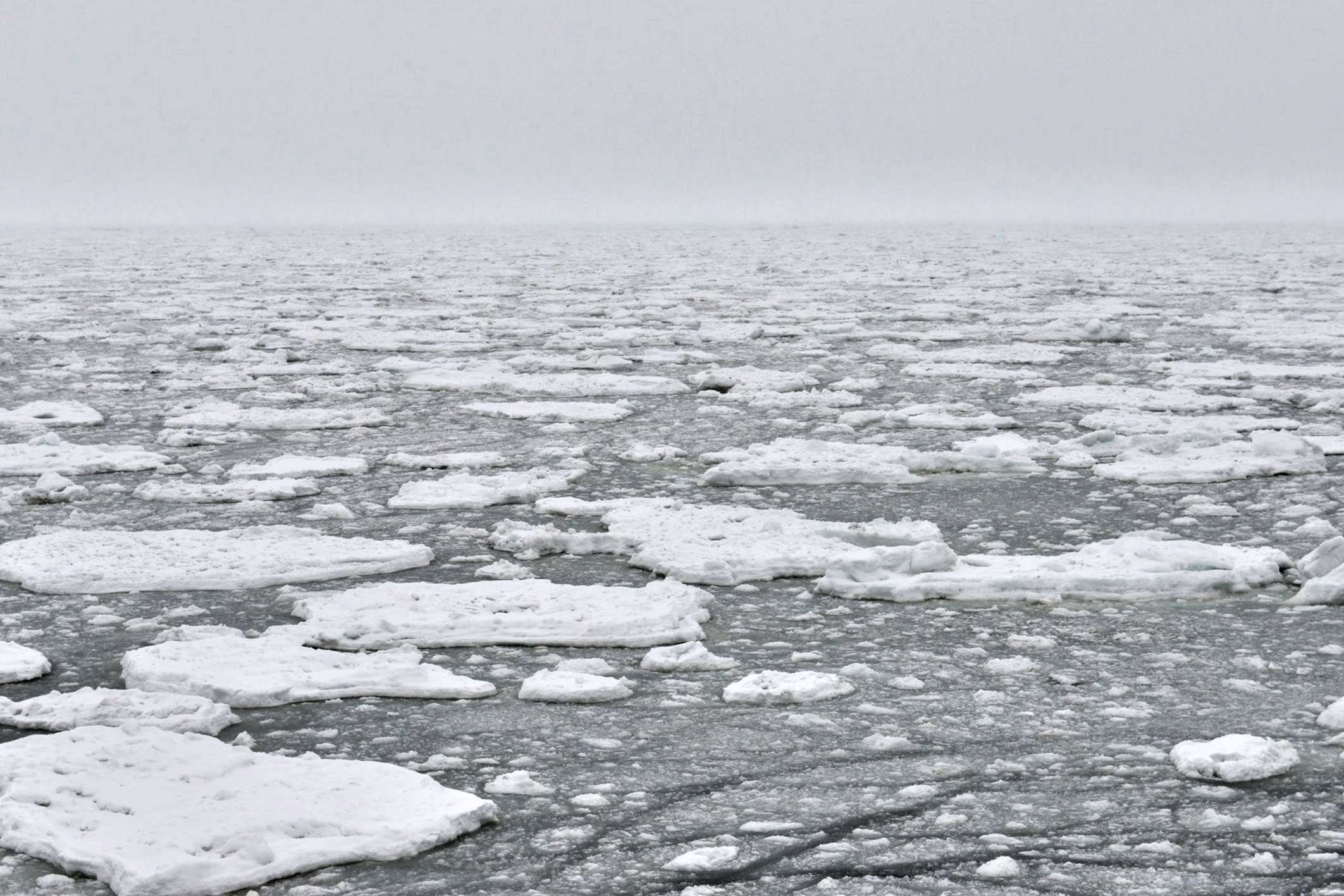
Foto a bord del MS Hanseatic, 27 d'agost de 2014: Límit de gel polar (Posició de registre 85°40,7818 'N, 135°38,8735' E)

Els registres del gel marí de l'Àrtic del Centre Hadley per a la Predicció i Investigació del Clima del Regne Unit es remunten a principis del segle xx, encara que la qualitat de les dades abans de 1950 és discutible. Els mesuraments confiables de la vora del gel marí comencen en l'era dels satèl·lits. Des de finals de la dècada de 1970, el radiòmetre de microones multicanal d'escombratge (SMMR) dels satèl·lits Seasat (1978) i Nimbus 7 (1978–87) proporcionava informació que era independent de la il·luminació solar o de les condicions meteorològiques. La freqüència i precisió dels mesuraments passius de microones van millorar amb el llançament del sensor especial de microones/generador d'imatges (SSMI) DMSP F8 el 1987. S'estimen tant l'àrea com l'extensió del gel marí, sent aquesta última més gran, segons es defineix com a àrea. de l'oceà amb almenys un 15% de gel marí.
Un estudi de modelatge del període de 52 anys de 1947 a 1999 va trobar una tendència estadísticament significativa en el volum de gel de l'Àrtic de -3% per dècada; dividir això en components forçats pel vent i forçats per la temperatura mostra que és essencialment tot causat pel forçament de la temperatura. Un càlcul computeritzat i resolt en el temps del volum de gel marí, ajustat a diversos mesuraments, va revelar que el seguiment del volum de gel és molt més important per avaluar la pèrdua de gel marí que les meres consideracions d'àrea.
Les tendències de 1979 a 2002 han estat una disminució estadísticament significativa del gel marí de l'Àrtic de -2.5% ± 0.9% per dècada durant aquests 23 anys. Els models climàtics van simular aquesta tendència en 2002. La tendència de l'extensió mínima del gel de setembre de 1979 a 2011 es va reduir en un 12,0% per dècada durant 32 anys. El 2007, l'extensió mínima es va reduir en més d'un milió de quilòmetres quadrats, el major descens des que es disposa de dades satel·litàries precises, a 4.140.000 km². Una nova investigació mostra que el gel marí de l'Àrtic s'està fonent més ràpid del previst per qualsevol dels 18 models informàtics utilitzats pel Grup Intergovernamental d'Experts sobre el Canvi Climàtic en preparar les seves avaluacions de 2007. El 2012, es va aconseguir un nou mínim històric d'aproximadament 3.500.000 km².
En el balanç de massa general, el volum de gel marí depèn del grossor del gel i de l'extensió de l'àrea. Si bé l'era dels satèl·lits ha permès un millor mesurament de les tendències en l'extensió de l'àrea, els mesuraments precisos de l'espessor del gel segueixen sent un desafiament. "No obstant això, la pèrdua extrema de la capa de gel marí d'aquest estiu i el lent inici de la congelació presagia una extensió de gel més baixa del normal durant la tardor i l'hivern, i és probable que el gel que torni a créixer sigui bastant prim". A mesura que més i més gel marí és gel del primer any més prim, les tempestes tenen un major efecte sobre la seva estabilitat amb turbulències resultants de ciclons extratropicals importants que provoquen fractures extenses del gel marí.

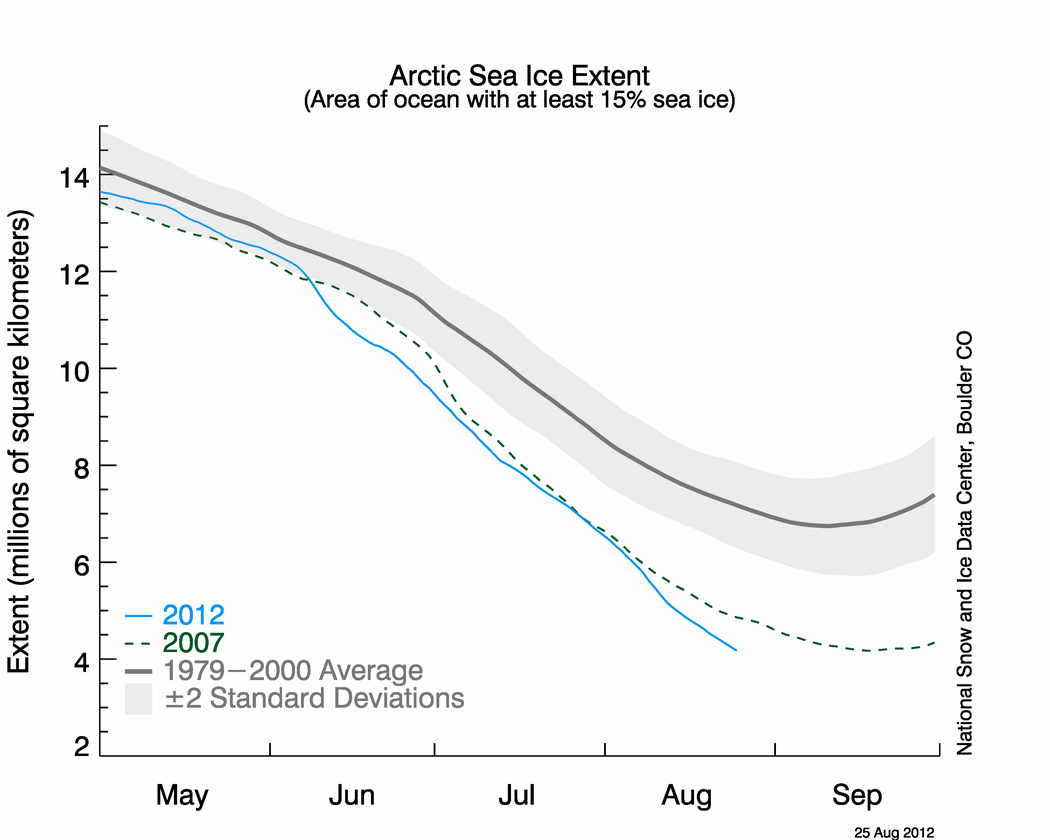
Extensió del gel al 25 d'agost de 2012. L'àrea grisa indica ± dues desviacions estàndard de les mitjanes de 1979-2000.
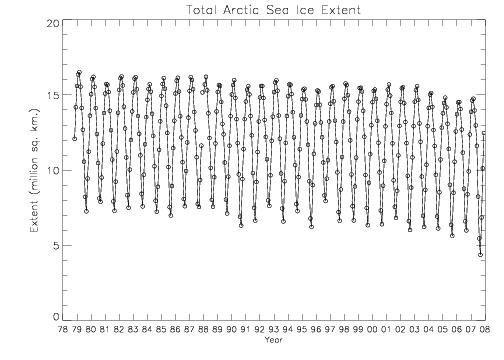
Extensió del gel marí de l'Àrtic, 1978 a 2007
El desenvolupament del volum de gel marí en l'Àrtic, determinat per simulació numèrica corregida per mesurament, mostra la probabilitat de pèrdua total de gel marí a l'estiu en un futur proper.[6]
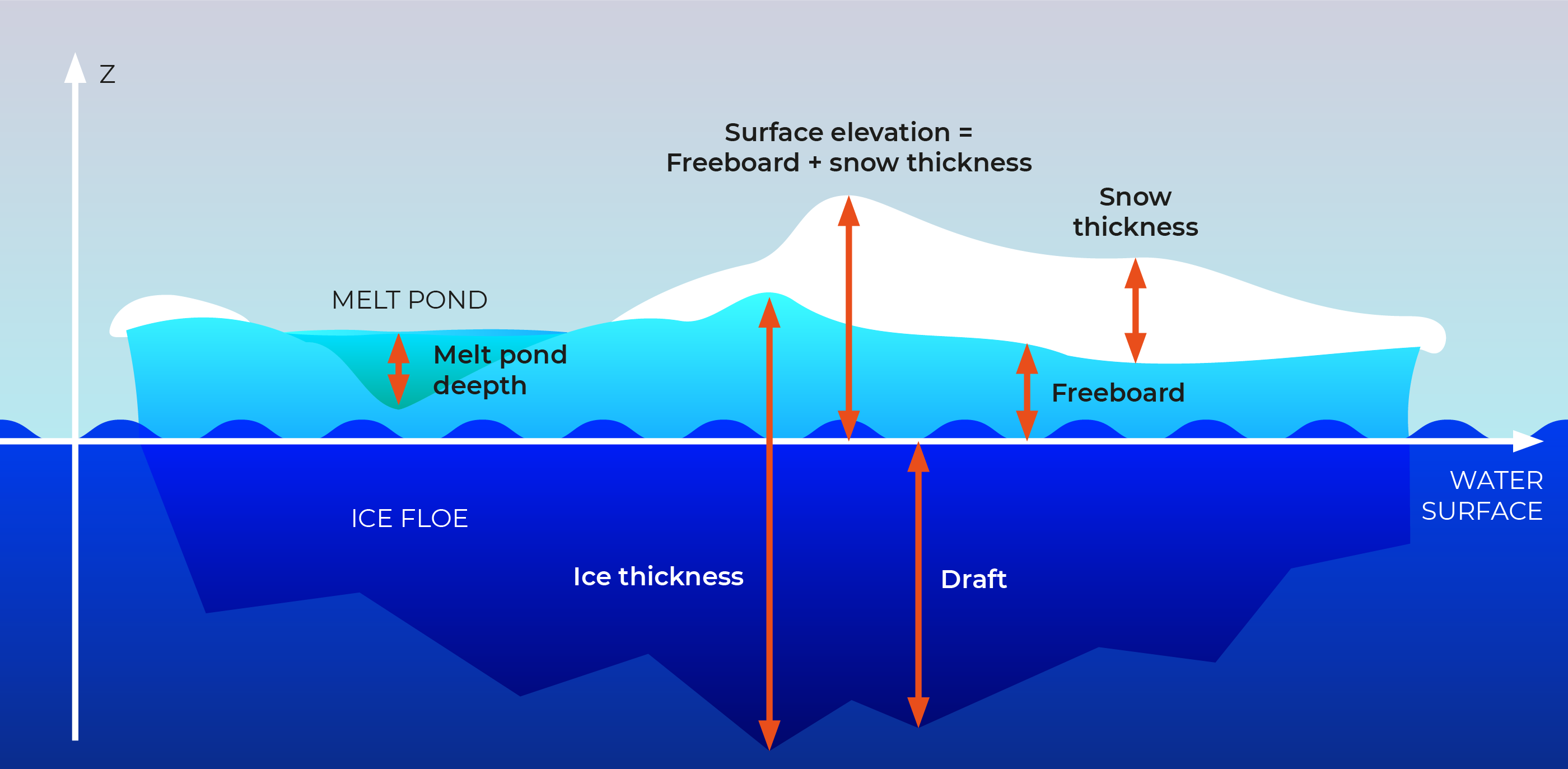
Paràmetre científic per quantificar l'extensió del gel marí.
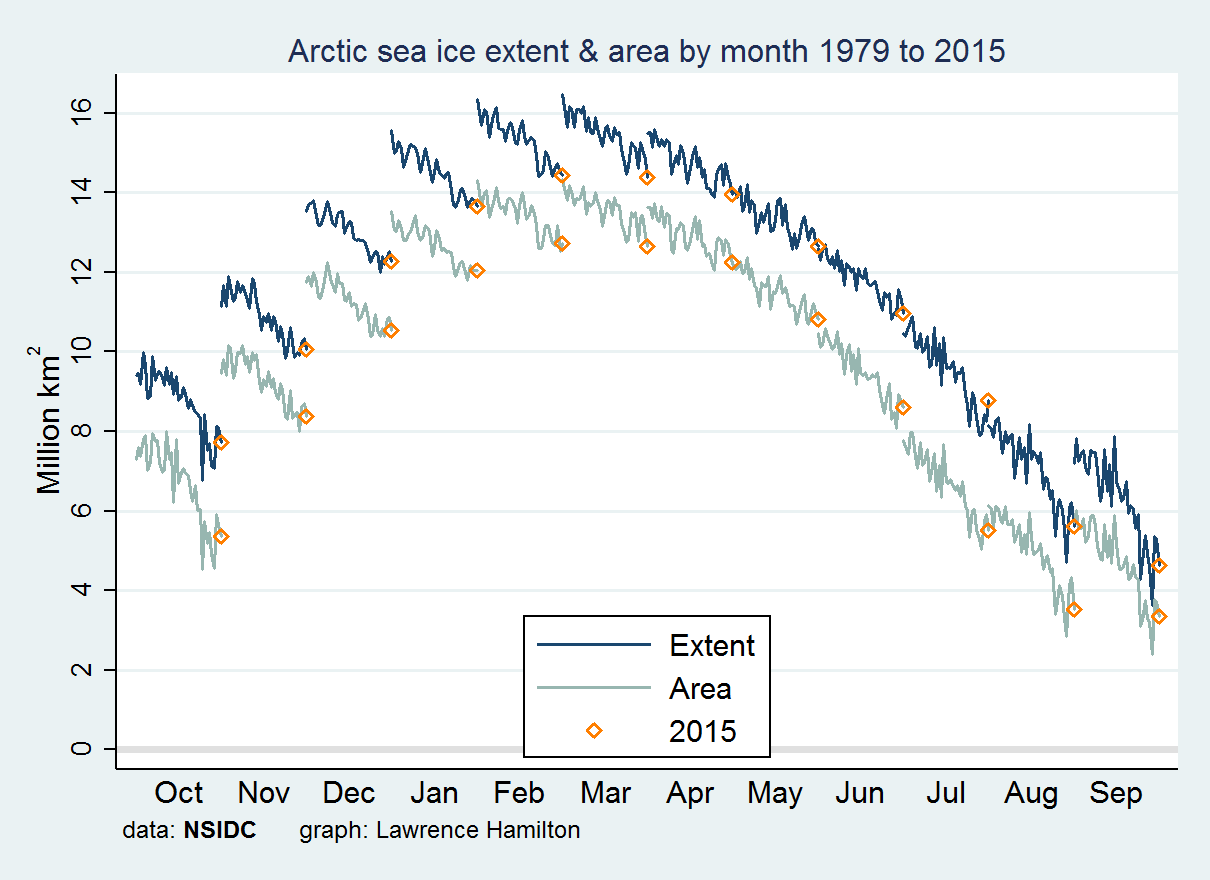
Gràfic de cicle de l'àrea de gel marí de l'Àrtic i extensió per mes, de 1979 a 2015.